# PROPERPEDIGREE
PROPERPEDIGREE（プロパーペディグリー）は、日本のクリエイティブ集団、音楽グループ、ファッションブランドとしての側面、アートコレクティブとしての顔を併せ持つ。この多面的な活動は、創設者であるWATAPACHIが掲げた「ドープ×未来」というテーマに根ざしており、高級ファッション（モード）の洗練された感性と、ストリートカルチャーのエッジーさを融合させることを目指している。このコンセプトは、PROPERPEDIGREEが展開するファッションラインのデザイン、音楽イベントの企画、映像コンテンツのコンテンツの制作といった、あらゆる分野に一貫して反映されている。彼らの活動が単発的なものではなく、明確なビジョンに基づいて多角的に展開されていることは、その存在意義と影響力を強化する要因となっており、一貫したテーマと多様な活動領域が、日本のストリートシーンにおける彼らの独自の立ち位置を確立している。

## 来歴

### 設立と初期活動
PROPERPEDIGREEは2012年にWATAPACHIによって設立された。設立当初から、彼らはファッションブランドと音楽クルーという二つの側面を兼ね備え、アパレルデザインから音楽イベントの開催、パーティープロデュースまで、幅広い活動を展開した。一部の情報源では、PROPERPEDIGREEがNOXINとISHIKAWA (WATAPACHIとRyuwの別名義)によって2013年に設立されたと記述されているものも存在するが、WATAPACHIがNOXINの別名義であることは確認されており、より多くの情報源が2012年設立を支持している。

### メディア露出と番組開始
2015年頃からは、東京・原宿のセレクトショップNUBIANでアパレルコレクションの発売イベントを定期的に開催し、これに連動する形でパーティーシリーズ「ENTER INFINITY」を主催するようになった。これらのイベントは、ファッションと音楽を融合させた独自の空間演出が特徴であり、彼らのクリエイティブな方向性を示すものとなった。2016年3月には「ENTER INFINITY Vol.2」が開催され、当時kiLLaのラッパーであったkZmやPROPERPEDIGREE所属DJが出演するなど、シーン内の著名アーティストとの交流も深まった。
さらに、2016年以降は音楽メディアblock.fmでレギュラー番組『"INF SOUND"』の放送を開始した。この番組は2016年11月に特別番組として初オンエアされた後、レギュラー化され、PROPERPEDIGREEのメンバーがナビゲーターやDJを務め、国内外の最新クラブサウンドやゲストアーティストを紹介するプラットフォームとなった。block.fmのような影響力のある音楽メディアでのレギュラー番組の獲得は、彼らの音楽活動が広く認知され、業界内で一定の地位を確立したことを示唆している。
2017年には、DJのMARZYが日本のヒップホップシーンを牽引するYENTOWNに正式加入し、同年にはblock.fmと共同で映像コンテンツシリーズ「"AZAMARZY"」を発表した。このシリーズはYouTube上で配信され、MARZYの活動を国内外に発信する重要な機会となった。YENTOWN加入や、block.fmとの共同プロジェクトは、PROPERPEDIGREEの個々のメンバーが持つ影響力が、グループ全体の認知度と評価を高めることに貢献していることを示している。これらのメディアパートナーシップや著名なコレクティブとの連携は、PROPERPEDIGREEがストリートシーンにおいてその存在感を着実に拡大していった証拠と言える。

### ヒップホップシーンでの存在感確立
2018年前後には、PROPERPEDIGREEのメンバーが日本のヒップホップシーンにおいてその存在感を一層高めた。2018年7月には、世界的なヒップホップフェスであるRolling Loudの日本開催プレイベント「Rolling Loud Japan 2018~PRE-ROLL~」に、block.fm『"INF SOUND"』のナビゲーターでもあるMARZYが国内代表DJとして出演した。このような大規模な国際的イベントへの参加は、彼らが日本のヒップホップシーンにおいて主要なアクトとして認識されていることを明確に示している。
また、同年4月には、石川竜太郎(Ryutaro Ishikawa、別名Ryuw)がP-VINEレーベルからヒップホッププロデューサーdooooとMony Horseの楽曲「Utage」の公式リミックス音源をリリースし、自身のコメントやミュージックビデオを公開した。P-VINEのような確立されたレーベルからの公式リリースは、Ryuwのプロデューサーとしての実力と、PROPERPEDIGREEの音楽制作能力が業界内で高く評価されていることを裏付けている。2019年前後には、PROPERPEDIGREE主催イベントに海外アーティストを招聘する機会も増加し、block.fmの報道によればフランスのプロデューサーSam Tibaをゲストに迎えた回なども好評を博した。これらの動きは、PROPERPEDIGREEが単なるローカルなクルーではなく、国際的なネットワークを持つ存在へと成長したことを示している。

### 近年の活動と新メンバー加入
2020年代に入っても、PROPERPEDIGREEはストリートと音楽の交差点で精力的に活動を継続している。2021年には、YENTOWNとPROPERPEDIGREEに所属するNabewalksが、FKAK (LAZY BOYS)との共同でJNKMN・ゆるふわギャング・Lunv Royalによるコラボ楽曲「Hajimattenai」の公式リミックスを発表し、クラブ映えするレイヴ感のあるハウストラックに仕上げて話題となった。このリミックスも、主要なヒップホップアーティストとの連携を通じて、彼らの音楽的影響力を示している。
2022年には、新メンバーとしてKAI、PIS、Lou Fre$hが加入し、東京・Circus Tokyoで自身のパーティー「WARRIOR」を開始した。新メンバーの加入は、グループの継続的な成長と、新たな才能を取り入れることでクリエイティブな幅を広げていることを示唆している。2025年1月には、PROPERPEDIGREE名義でリミックス音源集『"Masters Club Series"』を公開した。これはWATAPACHI、Ryuw、Nabewalks、KAI、Cyber Chefらが手掛けたブートレグ・リミックス集で、SoundCloud上でリリースされた。同年5月にもリミックス音源集『"Masters Club Series Vol.2"』がリリースされている。これらのリリースは、彼らが継続的に音楽作品を発表し、活動を続けていることを示している。

## メンバー
PROPERPEDIGREEは、多様な才能を持つDJ、プロデューサー、クリエイティブディレクター、イベントオーガナイザーで構成されている。創設時からのコアメンバーが現在も在籍し、近年は新メンバーの加入によりグループが拡大している。

### 現メンバー
- WATAPACHI（ワタパチ）：DJ、プロデューサー。PROPERPEDIGREEの創設者であり、リーダー的存在である[1]。DJデュオ「WATAPACHI」としても活動し、YENTOWNではプロデューサー/DJを務めている[2]。
- Ryuw（リュウ）：DJ、プロデューサー。PROPERPEDIGREE初期からのメンバーで、YENTOWNにも所属している[11]。block.fmの番組『"INF SOUND"』ではMARZYと共に中心的役割を担い[1]、自身も公式リミックスを手掛けている[7]。
- MARZY（マージー）：DJ、MC。2012年にPROPERPEDIGREEに加入し[5]、2017年からはYENTOWNにも所属している[5]。AwichのバックDJを務めるなど国内ヒップホップ界で幅広く活躍しており[12]、block.fmの番組『"INF SOUND"』のナビゲーターも務めている[5]。
- Nabewalks（ナベウォークス）：DJ、プロデューサー。2010年代中期に加入した[1]。YENTOWNにも所属し[11]、自身のソックスブランド「FUN」を立ち上げるなど、ファッション分野にも進出している[13]。
- UG（ユージ）：DJ、クリエイティブディレクター。結成初期からのメンバーであり、PROPERPEDIGREEの広報・窓口も務めている[14]。UG GATES名義で楽曲制作やリリースを行っている[14]。
- Cyber Chef（サイバーシェフ）：DJ、プロデューサー。2024年からPROPERPEDIGREEでの活動をスタートさせている。
- KAI（カイ）：DJ、プロデューサー。2022年に加入した[10]。PROPERPEDIGREEのパーティーやリミックス企画で活動し、2025年リリースのリミックス音源集『"Masters Club Series"』ではリミキサーを務めている[1]。
- PIS（ピス）：DJ。2022年に加入した[10]。10代からブラックミュージックに親しみ、近年は渋谷を中心に自身のイベント「WARRIOR」やClub Harlemでの「Afro Asian」を主催している[10]。PROPERPEDIGREEの最年少世代として注目されている[10]。
- LOU FRE$H（ルー・フレッシュ）：DJ、プロデューサー。2022年に加入した[10]。カナダ・ケベック出身で、トラップを基盤にクラブミュージックを融合させたビートメイキングで知られている[15]。Adamn KillaやObiale Chefなど海外アーティストとも積極的にコラボレーションを展開しており、ソロ作品としてアルバム『"FRESH FOREVER"』（2021年）やEP『"Overtime"』（2024年）などをリリースしている[16]。
- MIMU（ミム）：イベントオーガナイザー。2010年代半ば頃よりPROPERPEDIGREE主催のクラブイベントやプロジェクトに関わり、メンバーにタグ付けされるなどサポート的な役割で活動している様子が確認されている。

### 過去に在籍した主なメンバー
- LISACHRIS（リサクリス）：DJ、トラックメイカー。PROPERPEDIGREE初期からのメンバーで、女性DJとしてファッションと音楽の両面で活動し、PROPERPEDIGREEのイベントやショーで人気を集めた[17]。
- Quarter（クォーター）：VJ、映像クリエイター。初期から参加し、PROPERPEDIGREEイベントのビジュアル演出を担当した。映像編集や舞台演出を通じて「五感で楽しむ」空間作りに寄与した。

### 主要メンバーと所属
| PROPERPEDIGREE加入年     | メンバー名          | 役割                           | その他の主要な所属・活動                                                                         | 主な貢献・特記事項                                                                                  |
| ------------------------ | ------------------- | ------------------------------ | ------------------------------------------------------------------------------------------------ | --------------------------------------------------------------------------------------------------- |
| 2012年                   | WATAPACHI（創設者） | DJ、プロデューサー             | WATAPACHI (DJデュオ)、YENTOWN (プロデューサー/DJ)                                                | 創設者、リーダー的存在。NOXIN名義でも活動。                                                         |
| 2012年                   | Ryuw                | DJ、プロデューサー             | YENTOWN、Creative DrugStore (dooooとのコラボ)                                                    | block.fm『""INF SOUND""』中心的役割、公式リミックス制作。本名:石川竜太郎。                          |
| 2012年                   | MARZY               | DJ、MC                         | YENTOWN、AwichバックDJ、block.fm『""INF SOUND""』ナビゲーター、『McGuffin (SNEAKER ADDICTホスト) | 『""AZAMARZY""』企画・ホスト。                                                                      |
| 2012年                   | UG                  | DJ、クリエイティブディレクター | UG GATES                                                                                         | 広報・窓口。複数の名義で楽曲制作。本名：三塚祐治                                                    |
| 2014年                   | Nabewalks           | DJ、プロデューサー             | YENTOWN、ソックスブランド「FUN」                                                                 | 公式リミックス制作、ファッション分野進出。                                                          |
| 2010年代半ば頃           | MIMU                | イベントオーガナイザー         |                                                                                                  | PROPERPEDIGREE主催イベントのサポート。                                                              |
| 2022年                   | KAI                 | DJ、プロデューサー             |                                                                                                  | パーティー「WARRIOR」企画、リミックス音源集『""Masters Club Series""』参加。                        |
| 2022年                   | PIS                 | DJ                             | 自身のイベント「WARRIOR」主催、Club Harlem (Afro Asian主催)                                      | 最年少世代。                                                                                        |
| 2022年                   | LOU FRE$H           | DJ、プロデューサー             |                                                                                                  | カナダ・ケベック出身。海外アーティストとのコラボ。ソロ作品『""FRESH FOREVER""』、『""Overtime""』。 |
| 2024年                   | Cyber Chef          | DJ、プロデューサー             |                                                                                                  | JNKMN『ITSUDEMO』リミックスに参加。リミックス音源集『""Masters Club Series""』参加。                |
| 過去メンバー（初期から） | LISACHRIS           | DJ、トラックメイカー           |                                                                                                  | ファッションと音楽両面で活動。                                                                      |
| 過去メンバー（初期から） | Quarter             | VJ、映像クリエイター           |                                                                                                  | イベントのビジュアル演出担当。                                                                      |

## 音楽活動と代表作
PROPERPEDIGREEの音楽活動は、主にヒップホップとベースミュージックを軸としているが、その表現形態はグループ全体の企画と個々のメンバーによる作品に大別される。

### グループとしての主要プロジェクト
PROPERPEDIGREEは、音楽メディアとの連携を通じてその音楽的プレゼンスを確立している。その代表例が、2016年よりblock.fmで開始されたレギュラー番組『"INF SOUND"』である。この番組では、PROPERPEDIGREEのメンバーが月替わりでミックスを披露し、国内外の最新クラブサウンドやゲストアーティストを紹介している。フランスのプロデューサーSam Tibaなど、海外の著名なアーティストも番組に出演しており、PROPERPEDIGREEが国際的な音楽シーンとリアルタイムで交流していることを示している。
また、2017年にはMARZYが企画・ホストを務めたYouTube連動のオリジナル番組「"AZAMARZY"」がblock.fmと共同で発表された。このシリーズは音楽とトークを融合させたコンテンツとして人気を博し、メンバーの多才な一面を披露する場となった。これらのメディアプロジェクトは、PROPERPEDIGREEが単に楽曲を制作するだけでなく、メディアを通じて独自の音楽カルチャーを発信していることを示している。

### メンバー個々の代表作とリミックスワーク
各メンバーも個別の音楽活動を通じて存在感を示している。Ryuwは、2018年にdoooo feat. Mony Horseの楽曲「Utage」の公式リミックスを発表した。これはP-VINEレーベルからリリースされ、彼のプロデューサーとしての実力を広く知らしめるものとなった。また、RyuwはYENTOWNのラッパーJNKMNとLil' Yukichiのコラボ曲「転 (Ten)」のプロデュースも担当している。
Nabewalksは、2021年にJNKMN×ゆるふわギャング×Lunv Royalのコラボ曲「Hajimattenai」の公式リミックスを手掛け、クラブ映えするレイヴ感のあるハウストラックに仕上げて話題となった。これらのリミックス作品は、原曲の世界観を尊重しつつ、独自のダンスミュージック的解釈を加えることで、彼らのクリエイティブなアプローチが評価されていることを示している。
MARZYは、2018年頃からAwichのライブDJとして活動しており、そのパフォーマンスは国内ヒップホップシーンにおいて高く評価されている。さらに、MARZY自身もアーティストとして音源を発表しており、ラッパーJin Doggとのコラボ曲「HELL SONG」を2021年にリリースしている (OVER KILLとの共作シングル)。これらの個々の活動は、PROPERPEDIGREEのメンバーがそれぞれに高い音楽的スキルと影響力を持っていることを示しており、グループ全体の音楽的深度を形成している。

### グループ名義での音源リリース
グループ全体の名義では、2025年にリミックス音源集『"Masters Club Series"』が公開された。これはWATAPACHI、Ryuw、Nabewalks、KAI、Cyber Chefらが手掛けたブートレグ・リミックス集で、SoundCloud上でリリースされた。同シリーズにはNOXIN (WATAPACHI)による「Alpha Omega」リミックスや、Ryuwによる「CRUSH」リミックス、Nabewalksによる「Face Down」リミックスなどが収録されており、PROPERPEDIGREEのサウンドの多様性とDJスキルを示す作品となっている。2025年5月には『"Masters Club Series Vol.2"』もリリースされている。

### 主要な音楽作品・プロジェクト
| 年        | タイトル                                                 | 種類                   | 関連メンバー                                                                   | 備考                                                       |
| --------- | -------------------------------------------------------- | ---------------------- | ------------------------------------------------------------------------------ | ---------------------------------------------------------- |
| 2016年-   | 『"INF SOUND"』                                          | ラジオ番組             | PROPERPEDIGREEメンバー、MARZY, Ryuw                                            | block.fmレギュラー番組。海外ゲスト招聘。                   |
| 2017年    | 『"AZAMARZY"』                                           | 映像コンテンツシリーズ | MARZY                                                                          | block.fm共同制作、YouTube配信。                            |
| 2018年    | 「Utage」公式リミックス                                  | リミックス音源         | Ryuw                                                                           | doooo feat. Mony Horseの楽曲。P-VINEレーベルからリリース。 |
| 2021年    | 「Hajimattenai」公式リミックス                           | リミックス音源         | Nabewalks                                                                      | JNKMN×ゆるふわギャング×Lunv Royalの楽曲。                  |
| 2021年    | 「HELL SONG」                                            | シングル               | MARZY                                                                          | Jin Doggとのコラボ、OVER KILLとの共作。                    |
| 2021年    | 『"FRESH FOREVER"』                                      | アルバム               | LOU FRE$H                                                                      | ソロ作品。                                                 |
| 2024年    | 『"Overtime"』                                           | EP                     | LOU FRE$H                                                                      | ソロ作品。                                                 |
| 2025年    | 「転 (Ten)」プロデュース                                 | 楽曲プロデュース       | Ryuw                                                                           | JNKMNとLil' Yukichiのコラボ曲。                            |
| 2025年1月 | 『"Masters Club Series"』                                | リミックス音源集       | WATAPACHI, Ryuw, Nabewalks, KAI, LOU FRE$H,                                    | ブートレグ・リミックス集。SoundCloud,Bandcampでリリース。  |
| 2025年5月 | 『"Masters Club Series Vol.2"』                          | リミックス音源集       | WATAPACHI, Ryuw, Nabewalks, KAI, LOU FRE$H, Cyber Chef,                        | ブートレグ・リミックス集。SoundCloud,Bandcampでリリース。  |
| 2025年8月 | PROPERPEDIGREE & FRIENDS 『"Masters Club Series Vol.3"』 | リミックス音源集       | WATAPACHI, Ryuw, Nabewalks, KAI, Cyber Chef, CYBERHACKSYSTEM(GUCCIMAZE), KZMT, | ブートレグ・リミックス集。SoundCloud,Bandcampでリリース。  |

## 主なイベントや出演歴
PROPERPEDIGREEは、音楽イベントのオーガナイズにも積極的に関与しており、ライブパフォーマンスを通じてその存在感を確立している。

### 主催イベント「ENTER INFINITY」シリーズ
2010年代半ばから、PROPERPEDIGREEは独自のイベントシリーズ「ENTER INFINITY」を東京で定期的に開催してきた。Vol.1は2015年に開催され、2016年にはVol.2からVol.5まで短期間で連続開催された。これらのイベントでは、PROPERPEDIGREE所属のDJ陣 (NOXIN, MARZY, LISACHRISなど)に加え、ゲストとしてkZmや韓国のDAB&RIMBOなど、国内外の著名アーティストが出演した。
「ENTER INFINITY」シリーズの特徴は、ファッションブランドのローンチパーティーとクラブイベントを融合させた空間演出にあり。会場は渋谷・原宿界隈のクラブが中心で、PROPERPEDIGREEが手掛けるイベントは東京のストリートシーンにおける新しい潮流の発信源として評価された。これらの自主企画イベントは、彼らが単なるパフォーマーに留まらず、カルチャーを創造し、発信するオーガナイザーとしての能力を持つことを示している。

### メンバー個々の主要フェス・イベント出演
定期イベント以外でも、メンバー個々の出演歴は多岐にわたる。特にMARZYは、PROPERPEDIGREEの顔として、数々の大規模なイベントに出演している。2018年のRolling Loud Japanプレイベントには国内代表DJとして出演し、その国際的な舞台での活躍は注目を集めた。
さらに、MARZYは『"WIRED CLASH"』、『りんご音楽祭』、『"FUJI ROCK FESTIVAL"』といった国内の主要な大型フェスにもDJとして出演している。これらのフェスは、日本の音楽シーンにおける重要なプラットフォームであり、そこでの出演は彼のDJとしての高い評価と影響力を示唆している。また、Lil Yachty、GoldLink、A$AP Fergといった来日した海外有名アーティストのライブでオープニングDJやサポートDJを務めた経験も持ち、その国際的なコネクションと適応能力を示している。MARZYは韓国のヒップホップイベントやアジア各国のクラブにも招かれDJツアーを行うなど、アジア圏を中心に国際的な活動実績を積んでいる。これらの個々のメンバーの活躍は、PROPERPEDIGREEが自主企画イベントの開催に留まらず、国内外の主要イベントやフェスティバルへの出演を通じて、その知名度と影響力を広げていることを裏付けている。

### 主なイベント出演歴
| 年            | イベント名                         | 場所                    | 役割     | 関連メンバー                                                | 備考                                     |
| ------------- | ---------------------------------- | ----------------------- | -------- | ----------------------------------------------------------- | ---------------------------------------- |
| 2015年        | ENTER INFINITY Vol.1               | 東京 (NUBIAN関連)       | 主催     | PROPERPEDIGREEメンバー                                      | ファッションブランド発売イベントと連動。 |
| 2016年3月     | ENTER INFINITY Vol.2               | 東京                    | 主催     | PROPERPEDIGREEメンバー、kZm                                 | kZm (kiLLaラッパー)出演。                |
| 2016年9月     | ENTER INFINITY Vol.5               | Ucess The Lounge (東京) | 主催     | LISACHRIS                                                   |                                          |
| 2015年8月30日 | NexT TYO support by PROPERPEDIGREE | 渋谷Club Harlem         | サポート | WATAPACHI, LISACHRIS, ISHIKAWA (Ryuw), UG, MARZY, NABEWALKS | ANARCHY出演。                            |
| 2018年7月     | Rolling Loud Japan 2018-PRE-ROLL~  | 東京                    | DJ出演   | MARZY                                                       | 国内代表DJとして出演。                   |
| 不明          | FUJI ROCK FESTIVAL                 | 日本                    | DJ出演   | MARZY                                                       | 国内大型フェス。                         |
| 不明          | りんご音楽祭                       | 日本                    | DJ出演   | MARZY                                                       | 国内大型フェス。                         |
| 不明          | WIRED CLASH                        | 日本                    | DJ出演   | MARZY                                                       | 国内大型フェス。                         |
| 2022年-       | WARRIOR                            | Circus Tokyo (東京)     | 主催     | KAI, PIS, Lou Fre$h                                         | 新メンバー加入後開始したパーティー。     |

## 国際的活動
PROPERPEDIGREEは、その発足当初から「ストリートにおける新しいアートの形を提案し、五感で楽しませる」というコンセプトを掲げ、国内外のカルチャーを横断する活動を展開してきた。この国際志向は、メンバーの多くがバイリンガルであることや、海外のトレンドを取り入れた音楽性によってさらに強化されている。結果として、彼らはアジアをはじめとする海外シーンとの深い繋がりを築いている。
海外での活動実績としては、WATAPACHI (NOXIN)が欧米やアジア各地のクラブでプレイした経験を持ち、MARZYも香港、上海、バンコクなどアジア圏のイベントに招聘されDJツアーを行うなど、積極的に国際的な舞台で活動している。彼らはまた、海外アーティストの来日公演で共演する機会も多く、Rolling Loudの日本開催や米国ラッパーの来日公演サポートに参加するなど、グローバルな現場での活躍が顕著である。これらの活動は、PROPERPEDIGREEが日本のストリートシーンにおける国際的な架け橋としての役割を担っていることを示している。
制作面においても国際的なコラボレーションが展開されている。PROPERPEDIGREEに所属するプロデューサー陣は、国内外のアーティストのリミックスや楽曲制作に関与している。例えば、YENTOWNのラッパーJNKMNとプロデューサーLil' Yukichiによる楽曲「転-Ten-」では、PROPERPEDIGREE/YENTOWNを代表するRyuw (石川竜太郎)がプロダクションを担当した。さらに、block.fmの『"INF SOUND"』では毎回海外ゲストDJをフィーチャーし、フランスや韓国、アメリカなどの新進気鋭アーティストとリアルタイムで交流し、その音楽を発信している。これらの活動は、PROPERPEDIGREEが日本にいながらにして世界規模でカルチャー発信とネットワーキングを行っている具体例と言える。
PROPERPEDIGREEは、海外のトレンドやカルチャーを積極的に取り入れつつ、それを日本独自の文脈で再解釈して発信している点も特徴的である。メンバーのファッションやライフスタイルもSNSを通じて国外のフォロワーから注目されており、ストリートファッションと音楽を融合させた彼らのスタイルは国境を越えて支持を集めている。総じて、PROPERPEDIGREEの国際的活動は「ボーダーレスな感性」を体現するものであり、日本のストリートカルチャーのグローバル化に大きく寄与している。

## ファッション・ビジュアル分野での活動
PROPERPEDIGREEは、音楽活動と並行してファッションブランドとしての側面も持ち、ビジュアル・デザイン分野でも積極的に活動している。グループ発足と同時に立ち上げられたファッションラインでは、「モード×ストリート」というテーマのもと独自のアパレルを制作し、限定ポップアップやコレクション発表を行ってきた。
2016年にはSpring Collection 2016をリリースし、原宿NUBIANでの販売開始日にレセプションパーティーを開催した。以降も不定期に新作ウェアを発表し、その都度イベントやパーティーと連動した形でブランドの世界観を打ち出している。PROPERPEDIGREEのウェアは、洗練されたハイファッションの感性とストリートのエッジーさを兼ね備えており、国内のストリートファッション愛好者の注目を集めている。
ファッション業界との関わりも深く、メンバー自身がファッションアイコン的な存在となっている。MARZYは、ストリートファッション系メディア「McGuffin」のチャンネルでスニーカーショップAtmosとのコラボ企画「SNEAKER ADDICT」のホストを務め、様々なラッパーとの対談やスニーカー紹介を行った。彼はまた、AdidasやTiffany & Co.など名だたるブランドが主催するパーティーにたびたび出演し、DJとして会場を盛り上げている。これらの活動は、MARZYが音楽だけでなくファッション分野においても影響力を持つことを示している。
一方、Nabewalksは自身のソックスブランド「FUN」を立ち上げ、大阪のストリートブランド「MAPLE COMICS」とコラボレーションした限定アイテムを制作した。そのプロモーションとして、YENTOWN/PROPERPEDIGREEの仲間と共に大阪のクラブでポップアップショップ兼パーティーを開催し、ファッションと音楽をボーダレスに結びつける試みを実践した。これらの事例は、PROPERPEDIGREEがファッションデザイナーやブランドプロデューサーの顔も持ち合わせ、ストリートファッションシーンにも具体的な影響を与えていることを示している。メンバー個々のファッション分野での活躍は、PROPERPEDIGREEが掲げる「モード×ストリート」の融合というコンセプトを具現化し、その多角的なクリエイティブ活動を強化している。

## 関連団体との関係
PROPERPEDIGREEは、日本のストリートシーンにおいて広範なネットワークを築いており、他の著名なクリエイティブ集団と密接な関係を構築している。

### YENTOWN
YENTOWNは、PROPERPEDIGREEと最も密接な関係を持つ日本のヒップホップクルーである。YENTOWNにはAwichやkZm、Mony Horse、JNKMNといった著名なラッパー陣が所属しているが、DJ陣としてMARZY、Nabewalks、Ryuw、NOXIN (WATAPACHI)らPROPERPEDIGREEの主要メンバーが兼籍している。PROPERPEDIGREEの約9名のメンバーのうち4名がYENTOWNにも所属しており、両クルーはしばしばイベントや楽曲でコラボレーションを行う「ファミリー」のような関係にあるとされている。
この深い繋がりは、block.fmの『"INF SOUND"』などのメディアプラットフォームでも顕著であり、YENTOWNとPROPERPEDIGREE双方のアーティストが出演し、互いの最新楽曲を紹介し合う場となっている。さらに、YENTOWN側のプロデューサーであるChaki ZuluとPROPERPEDIGREE創設者NOXIN (WATAPACHI)は共同で楽曲制作を行ったり、互いの作品にフィードバックを与え合うなど、クリエイティブな協力関係を築いている。両者の協力関係は、日本のストリートシーンにおけるクルー間の相乗効果の好例として機能しており、PROPERPEDIGREEの活動の広がりと影響力に大きく貢献している。YENTOWNのような影響力のあるコレクティブとの連携は、PROPERPEDIGREEの知名度と信頼性を高める重要な要素となっている。

### Creative Drug Store
その他の関連団体としては、映像作家やビートメイカー集団であるCreative DrugStoreとの交流が挙げられる。PROPERPEDIGREEメンバーのRyuwは、Creative DrugStoreの一員であるプロデューサーdooooの楽曲リミックスを手掛けるなど、異なるシーンを跨いだコラボレーションを実現している。このような連携は、PROPERPEDIGREEが特定のジャンルやグループに限定されず、幅広いクリエイターとの交流を通じて、シーン全体の活性化に貢献していることを示している。

### 独立性
PROPERPEDIGREEは特定のレーベルに属さないインディペンデントな集団であるが、そのネットワークは非常に広範であり、他のクルーとの親和性が高いことが特徴である。この独立性と広範なネットワークの組み合わせは、彼らがシーン内で柔軟な活動を可能にし、同時に多くの才能とのコラボレーションを通じてその影響力を拡大していることを示している。彼らの独立性は、既存の枠組みに囚われない自由なクリエイティブ活動を可能にしながらも、主要なアクターとの連携を通じてその存在感を確立していると言える。

## 世間的評価と影響
PROPERPEDIGREEは、日本のストリートファッションおよび音楽シーンにおいて、革新的な存在として高く評価されている。音楽メディアblock.fmは、彼らを「知らない人はいないと言っても良いほどの知名度を誇るブランド/アートコレクティブ」と紹介しており、その人気と影響力の大きさを指摘している。ファッション雑誌や音楽誌のインタビューでは、PROPERPEDIGREEが「東京のユースカルチャーを牽引するクリエイティブ集団」と位置付けられることが多く、その活動スタイルが注目されている。ストリート出身の才能を束ね、音楽・ファッション・アートを横断する彼らの活動は、日本国内では他に類を見ないものとして認識されている。
PROPERPEDIGREEの台頭は、2010年代以降の日本のヒップホップシーンとストリートファッションシーンの融合を象徴する動きとして評価されている。この評価は、単に彼らが両分野で活動しているという事実だけでなく、その活動がシーン全体の潮流を形成しているという認識に基づいている。メンバー個々が著名アーティストのバックDJやプロデューサーとして活躍する一方で、独自ブランドのデザイナーやインフルエンサーとしても影響力を持つ点は、新たな時代のクリエイター像を体現しているとの指摘がある。例えば、MARZYやNabewalksが音楽活動と並行してファッションブランド (AtmosやFUNなど)と協業し、ポップアップイベントを成功させたことは、音楽とファッションの垣根を取り払う象徴的な出来事として取り上げられた。これにより、PROPERPEDIGREEが「音楽クルーがライフスタイル全般に影響を与える」という新たなカルチャームーブメントを作り出したとされている。
PROPERPEDIGREEの影響は、若年層のファンだけでなく、業界内にも広く及んでいる。彼らの先鋭的なイベント演出やスタイリングは、他のクラブイベント主催者やブランドにも刺激を与え、類似のコンセプトを掲げるコレクティブが登場するきっかけとなった。さらに、PROPERPEDIGREEが掲げる“Dope x未来”というスローガンのもと、ストリートのリアルな感性を未来志向のクリエイティブに昇華するアプローチは、日本のみならず海外からも評価を受けている。これらの評価は、彼らが単なる流行の先端を行く存在ではなく、シーン全体の方向性を左右する影響力を持つことを示している。PROPERPEDIGREEは今や日本のストリートカルチャーを語る上で欠かせない存在となっており、その活動は音楽ファン、ファッション愛好者双方から厚い支持を集め続けている。